# Мелани Риос
Мелани Риос (на испански: Melanie Rios) е колумбийска порнографска актриса.
Rодена е на 8 април 1991 г. в град Меделин, Колумбия. Премества се в САЩ, когато е на 12 години.
Дебютира като актриса в порнографската индустрия през 2009 г., когато е на 18-годишна възраст.

## Награди и номинации
- 2010: Номинация за NightMoves награда за най-добра нова звезда.[4]
- 2010: Номинация за CAVR награда за звездица на годината.[5]
- 2011: Номинация за XBIZ награда за нова звезда на годината.[6]